# 第42届七国集团会议

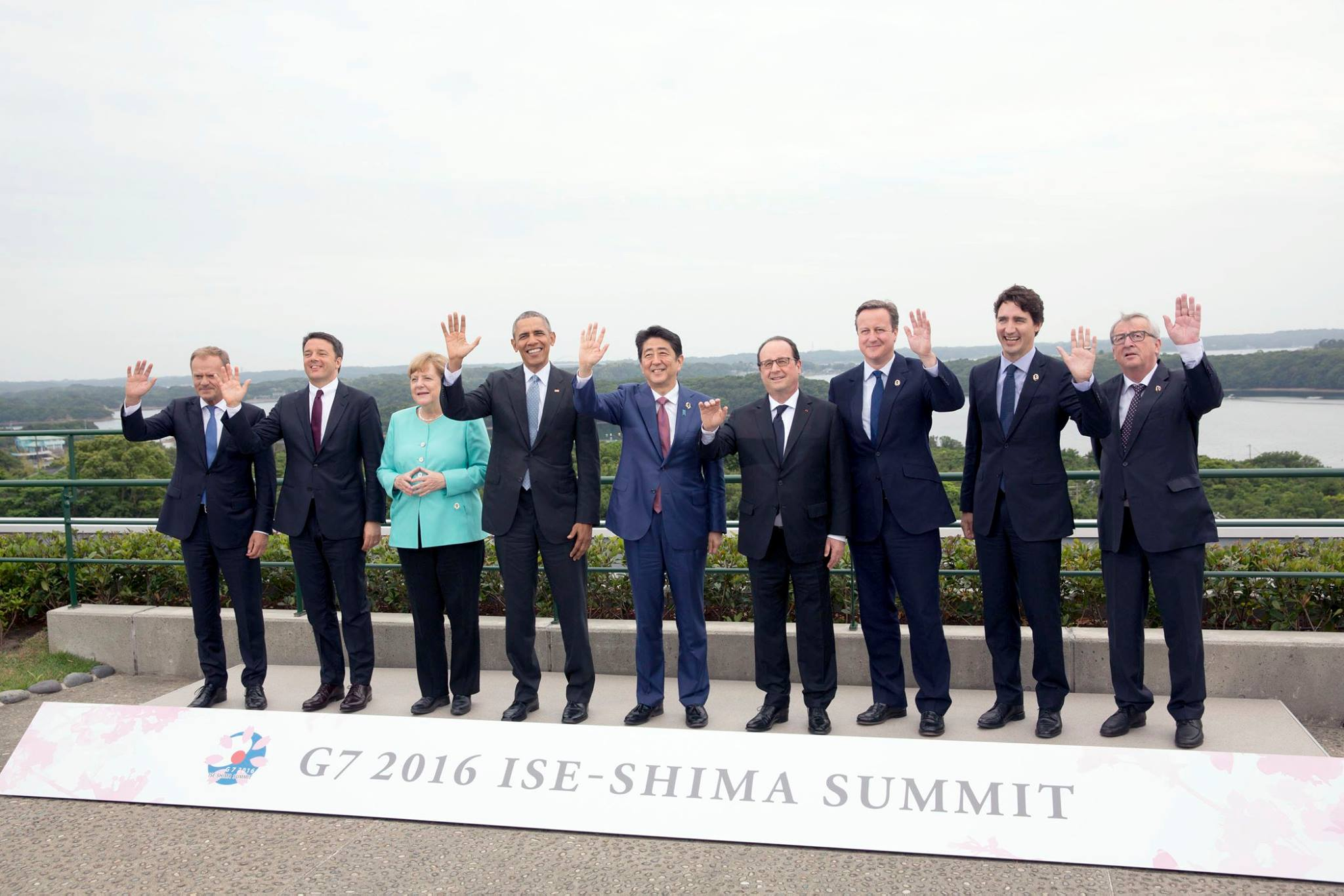
七国集团首脑合影

第42届七国集团会议（英語：42nd G7 summit），别称伊势志摩峰会，于2016年5月26日至27日在日本三重县志摩市的志摩观光酒店召开。这是日本第六次主办工业国首脑峰会，同时也是俄罗斯于2014年被逐出八国集团后七国集团举办的第三次会议。

## 主办地候选
总共有八座日本城市申办2016年的七国集团峰会。2015年6月5日，首相安倍晋三宣布三重县志摩市战胜广岛市、神户市、名古屋市、仙台市、新潟市、长野市和浜松市，赢得了此次七国集团峰会的主办权。各都道府县政府提交申请的截至时间是2014年8月，直到那时三重县仍未加入到竞争行列当中。2014年12月，总理大臣办公室的一名成员联系了三重县政府，鼓励他们申办此次峰会。2015年1月21日，三重县宣布正式加入峰会的申办竞争。
志摩市成功申办的原因是其会场贤岛风光明媚，而且四面环水，有利于限制人员出入，防范外部入侵，另外三重县警方经验丰富，这些都令会场安全得到充分保障。另外日本皇室和日本政治领导人也经常在此地举办会见活动，而举办地也靠近位于爱知县的中部国际机场，为与会者的通行提供方便。志摩市申办成功后，执政党和各在野党纷纷表示欢迎，日本民主党党首冈田克也称此次峰会提供了一次让世界了解三重县的机会。
2015年7月3日，日本政府公布了七国集团所有10场部长会议的安排，以下会议均于2016年召开。
| 部长会议         | 主办地           | 会场             | 日程             | 图片 |
| ---------------- | ---------------- | ---------------- | ---------------- | ---- |
| 财政部长会议     | 仙台市太白区     | 佐勘旅馆         | 5月20日－5月21日 |      |
| 农业部长会议     | 新潟市中央区     | 朱鹭展览馆       | 4月23日－4月24日 |      |
| 科技部长会议     | 茨城县筑波市     | 筑波国际会议场   | 5月15日－5月17日 |      |
| 环境部长会议     | 富山县富山市     | 富山国际会议场   | 5月15日－5月16日 |      |
| 交通部长会议     | 长野县轻井泽町   |                  | 9月24日－9月25日 |      |
| 卫生部长会议     | 神户市中央区     | 神户波多比亚酒店 | 9月11日－9月12日 |      |
| 教育部长会议     | 冈山县仓敷市     | 仓敷常春藤广场   | 5月13日－5月15日 |      |
| 外交部长会议     | 广岛市南区       | 广岛王子大饭店   | 4月10日－4月11日 |      |
| 信息通讯部长会议 | 香川县高松市     | 香川国际会议场   | 4月29日－4月30日 |      |
| 能源部长会议     | 北九州市小仓北区 | 小仓丽嘉皇家酒店 | 5月1日－5月2日   |      |

## 与会者
与会者除了七国集团首脑，还包括欧盟派来的代表。自1981年以来，欧盟委员会主席每年都会受邀参加工业国首脑峰会。
本届七国集团会议是加拿大总理賈斯汀·杜魯多参加的首个七国集团峰会，同时也是英国首相戴维·卡梅伦和美国总统贝拉克·奥巴马出席的最后一届七国集团峰会。

| G7核心会员 东道国及其领导人以粗体显示 |        |                 |            |
| 成员                                  | 成员   | 姓名            | 头衔       |
| 加拿大                                | 加拿大 | 賈斯汀·杜魯多   | 总理       |
| 法國                                  | 法国   | 弗朗索瓦·奥朗德 | 总统       |
| 德国                                  | 德国   | 安格拉·默克尔   | 总理       |
| 義大利                                | 意大利 | 马泰奥·伦齐     | 总理       |
| 日本                                  | 日本   | 安倍晋三        | 总理大臣   |
| 英国                                  | 英国   | 戴维·卡梅伦     | 首相       |
| 美国                                  | 美国   | 贝拉克·奥巴马   | 总统       |
| 欧洲联盟                              | 欧盟   | 让-克洛德·容克  | 委员会主席 |
| 欧洲联盟                              | 欧盟   | 唐纳德·图斯克   | 理事会主席 |

| 邀请来宾（国家）     |                    |                     |        |
| 成员                 | 成员               | 姓名                | 头衔   |
| 孟加拉国             | 孟加拉国           | 谢赫·哈西娜         | 总理   |
| 印度尼西亚           | 印度尼西亚         | 佐科·维多多         | 总统   |
| 老挝                 | 老挝               | 通伦·西苏里         | 总理   |
| 巴布亚新几内亚       | 巴布亚新几内亚     | 彼得·奥尼尔         | 总理   |
| 斯里蘭卡             | 斯里兰卡           | 邁特里帕拉·西里塞納 | 总统   |
| 乍得                 | 乍得               | 伊德里斯·代比       | 总统   |
| 越南                 | 越南               | 阮春福              | 总理   |
| 邀请来宾（国际组织） |                    |                     |        |
| 成员                 | 成员               | 姓名                | 头衔   |
| 联合国               | 联合国             | 潘基文              | 秘书长 |
|                      | 经济合作与发展组织 | 何塞·安赫尔·古里亚  | 秘书长 |
|                      | 亚洲开发银行       | 中尾武彦            | 总裁   |
|                      | 国际货币基金组织   | 克里斯蒂娜·拉加德   | 总裁   |
|                      | 世界银行           | 金墉                | 行长   |

## 日程

### 26日
上午，日本首相安倍晋三在伊势神宫接见各主要与会者并带领他们参拜该神社，之后各与会者前往位于贤岛的志摩观光酒店参加午餐会并在期间讨论七国集团的价值以及全球经济议题。下午，各与会者会拍摄合影，然后会讨论贸易与外交政策等议题。下午6时左右，日本和欧盟就正式达成日本欧盟伙伴协定展开讨论，之后与会者在晚餐会上继续讨论外交议题。

### 27日
上午，七国集团各主要成员会讨论全球气候与能源问题，之后安倍晋三会接见各受邀来宾并召开扩大会议，期间七国集团主要首脑会和受邀来宾拍摄合影，并讨论亚洲稳定与繁荣、非洲发展、卫生保健等议题。下午，安倍在记者会上总结此次七国集团峰会的成果并回答记者的提问。

## 议程
主办方公布的此次峰会议题当中包括世界经济与贸易、政治外交、气候变化与能源、开发、基础设施建设、健康、女性等。其中经济与政治议题是本届峰会的重点。

### 议题
本届七国集团峰会在全球经济议题上重点聚焦全球经济增长所遇到的一系列挑战，包括新兴国家经济放缓、原油价格下降、贸易额减少等问题。本届峰会还发表声明称，英国如果退出欧盟将“将扭转全球贸易、投资和就业增长的趋势”。
政治与外交方面，此次峰会重点讨论日益严峻的反恐形势、中东战乱、乌克兰危机、歐洲移民危機、朝鲜核问题以及南海领土争端等。
此次峰会还讨论了气候变化以及能源方面的问题，七国集团成员一致同意争取让去年气候峰会所制定的《巴黎协定》在年内生效。能源方面，此次峰会重点讨论七国在能源政策方面的地位以及能源安全的确保。另外主办方还在此次会议上提出要推进高质量基础设施建设。
与此同时，七国集团在卫生保健方面的讨论中一致决定汲取2014年埃博拉疫情教训，加强对传染病的应对。另外，与会各国在女性方面的议题中一致同意促进女性就业，并设立一个与女性相关的G7工作小组。

## 与会者相片

### G7核心会员

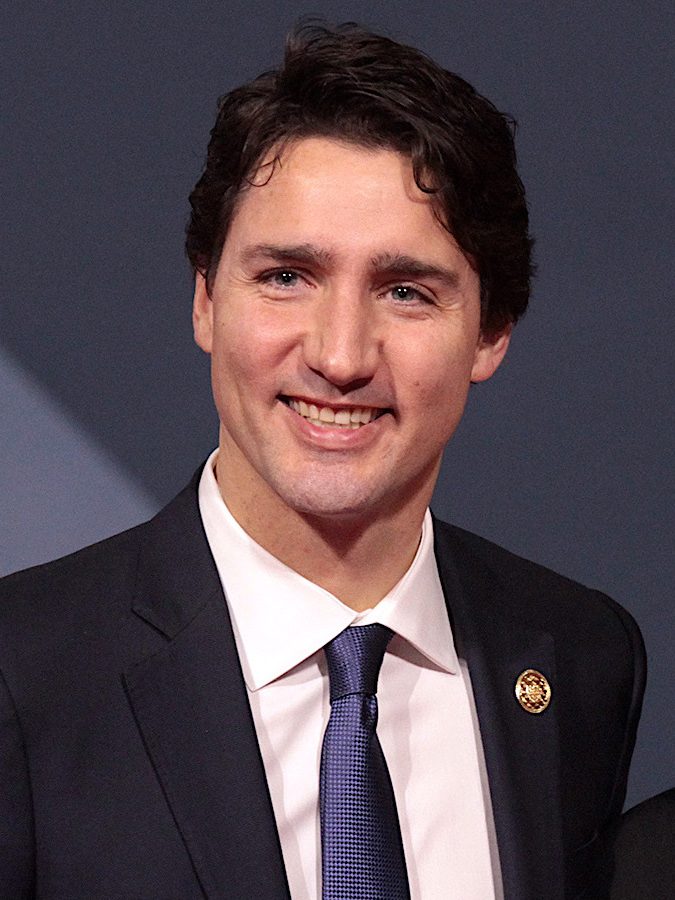
加拿大 賈斯汀·杜魯多总理
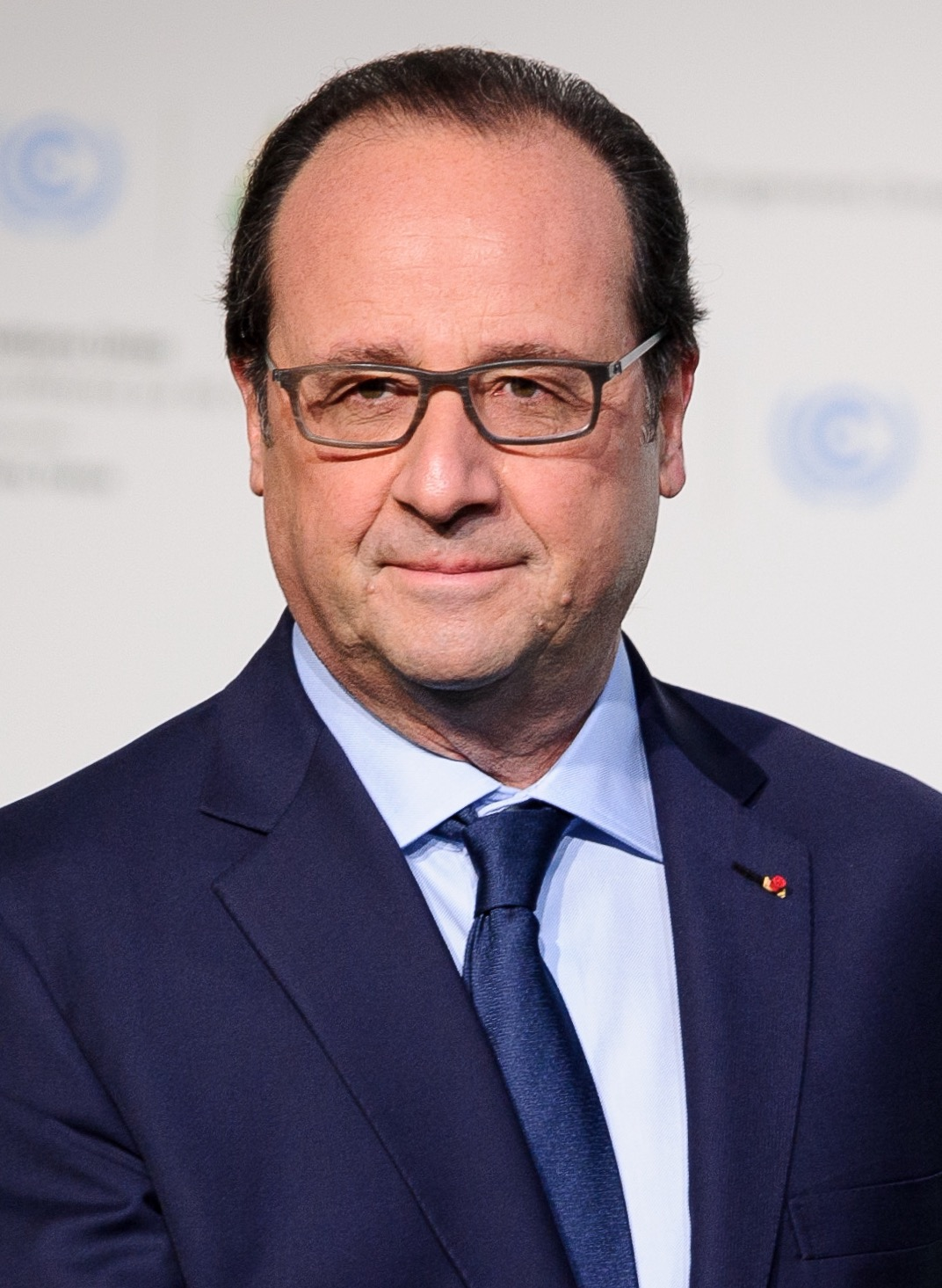
法国 弗朗索瓦·奥朗德总统
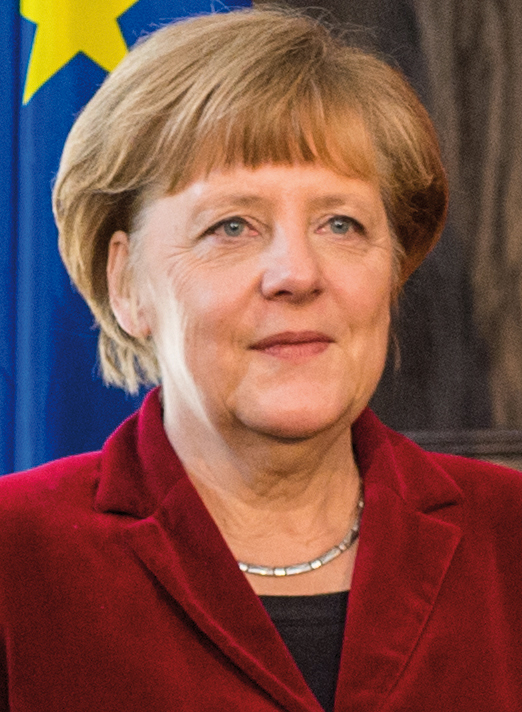
德国 安格拉·默克尔总理
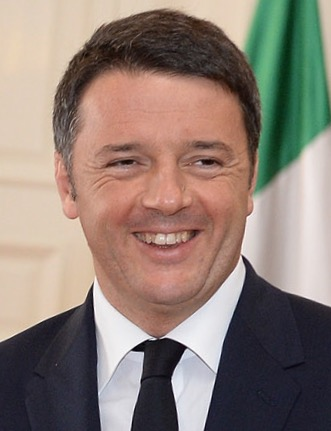
意大利 马泰奥·伦齐总理
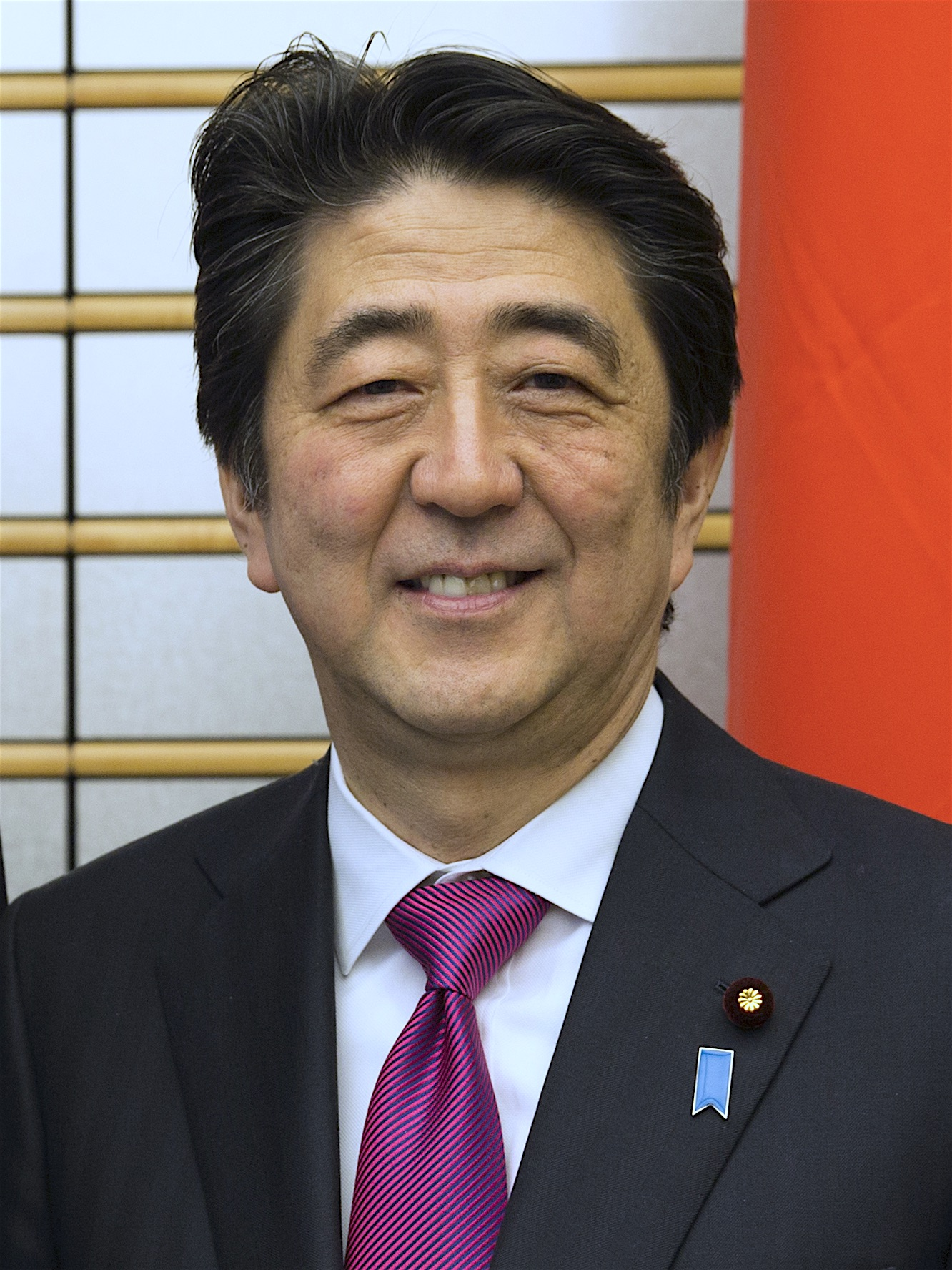
日本 安倍晋三总理大臣
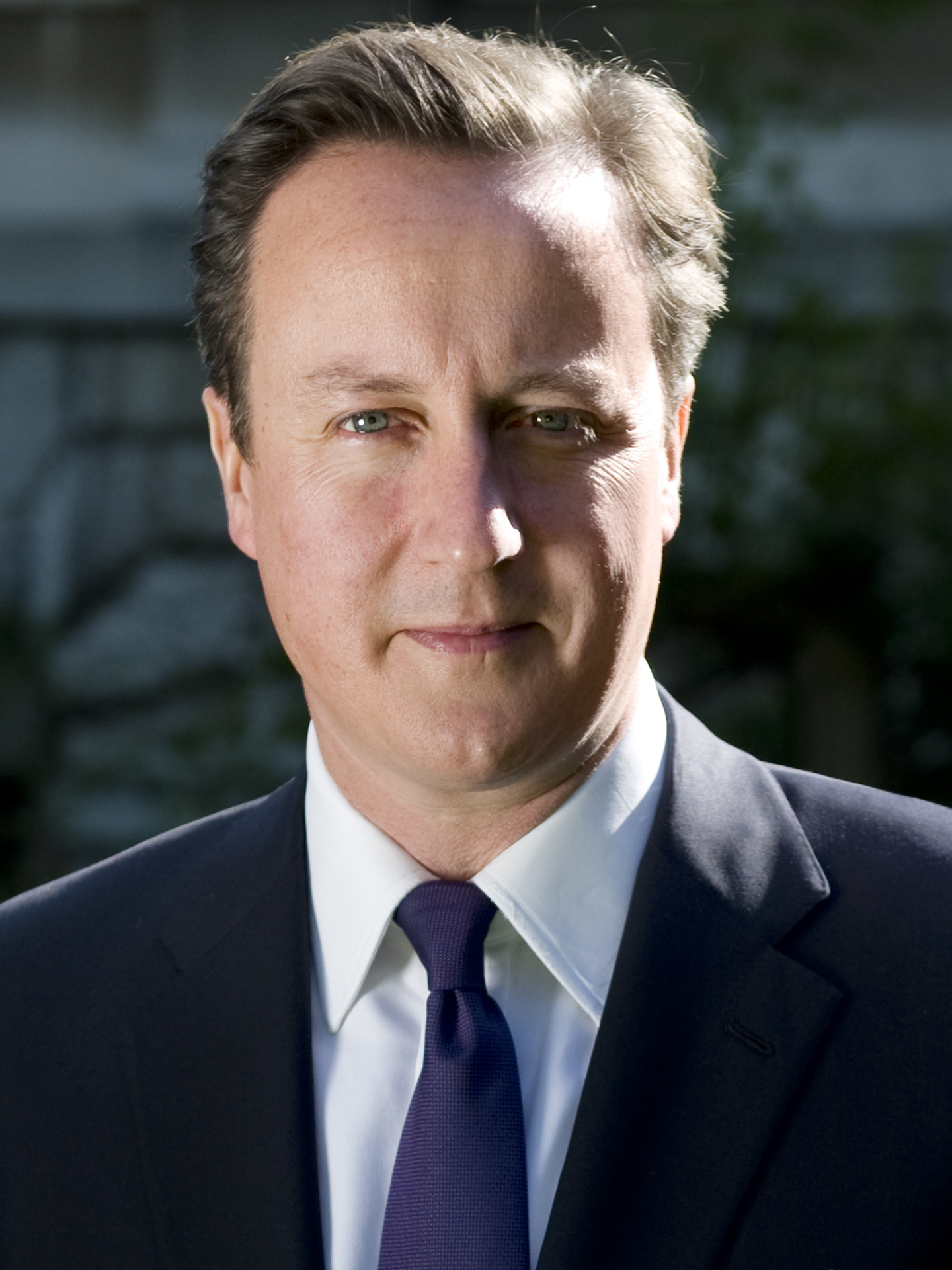
英国 戴维·卡梅伦首相
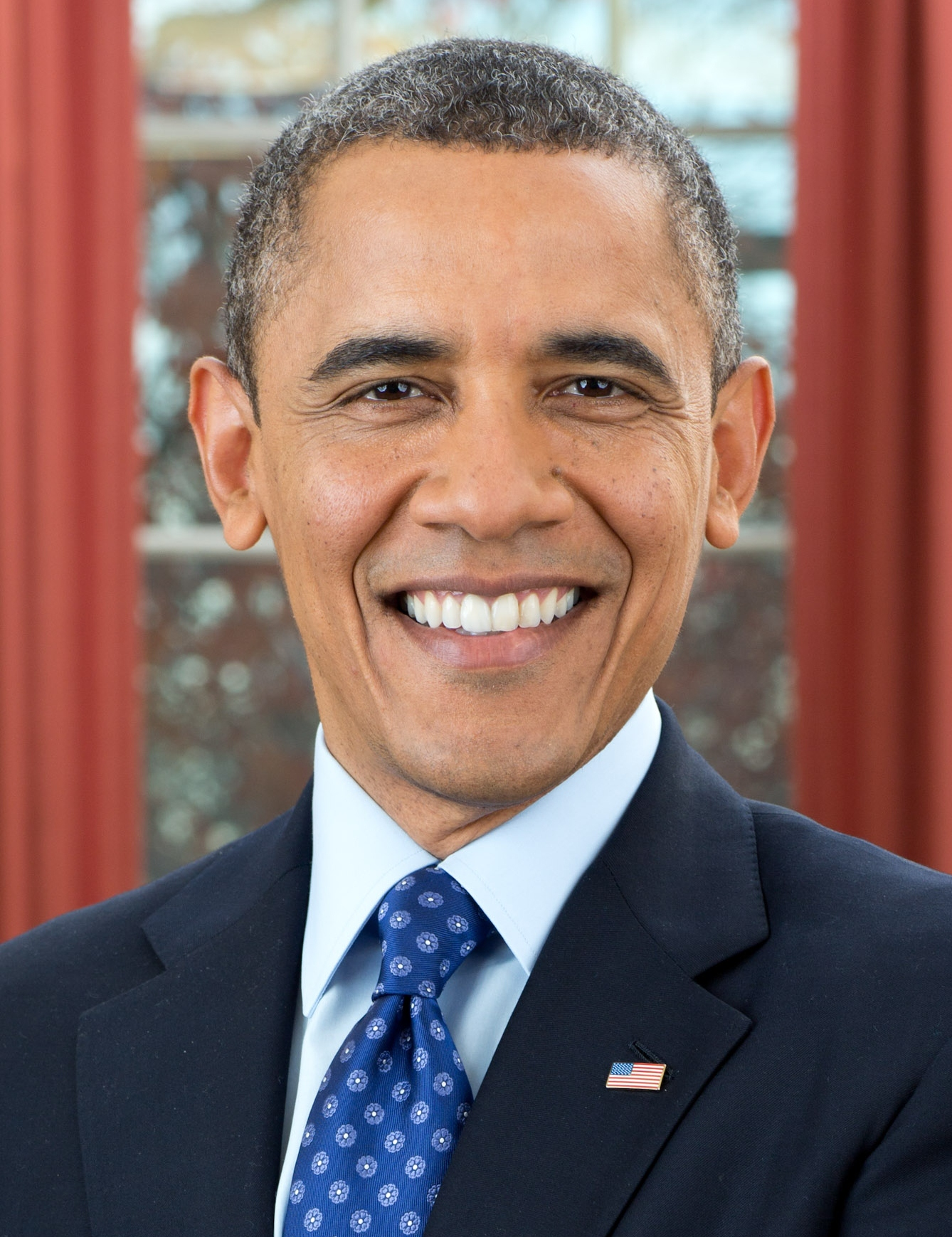
美国 贝拉克·奥巴马总统
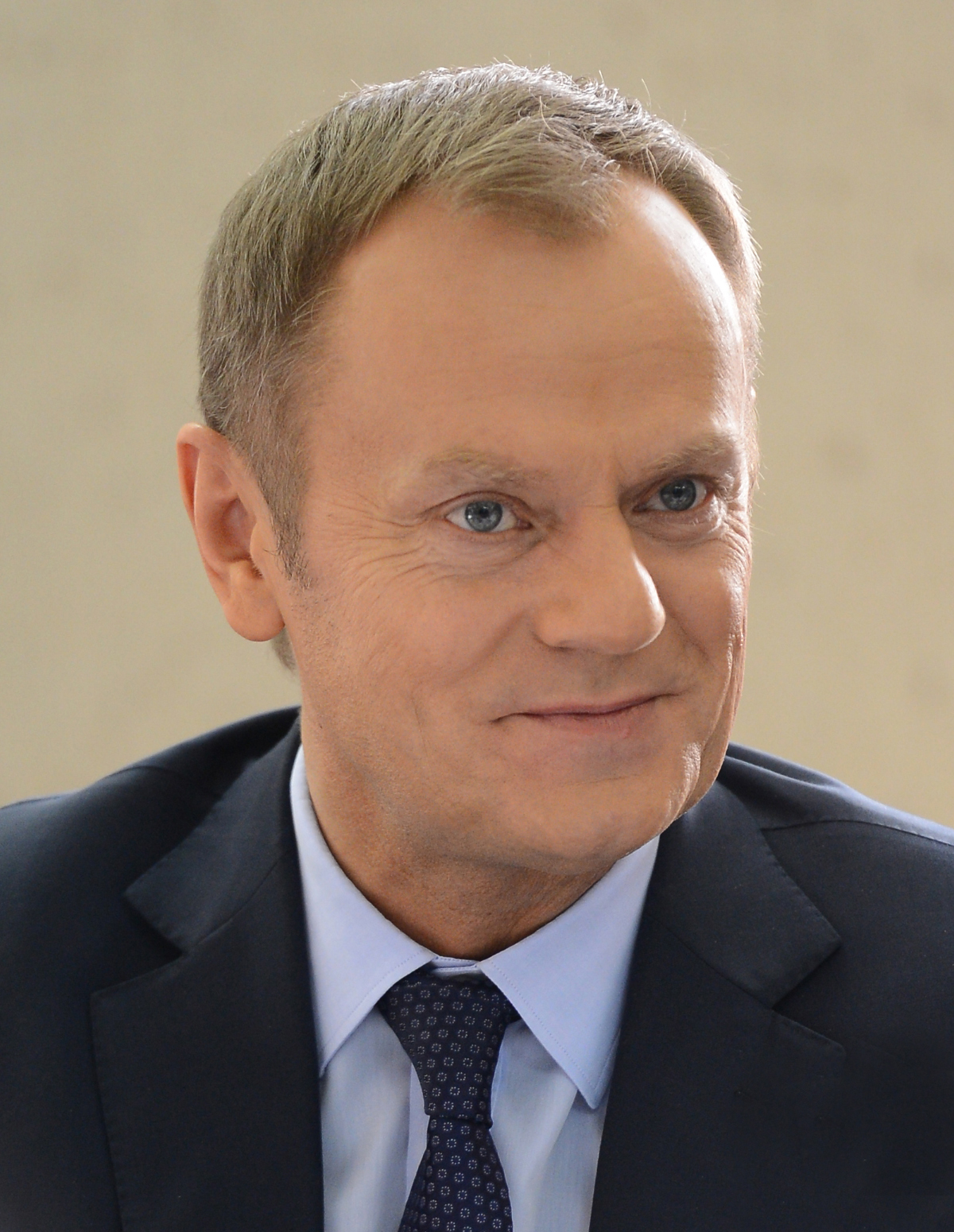
欧盟 唐纳德·图斯克 理事会主席
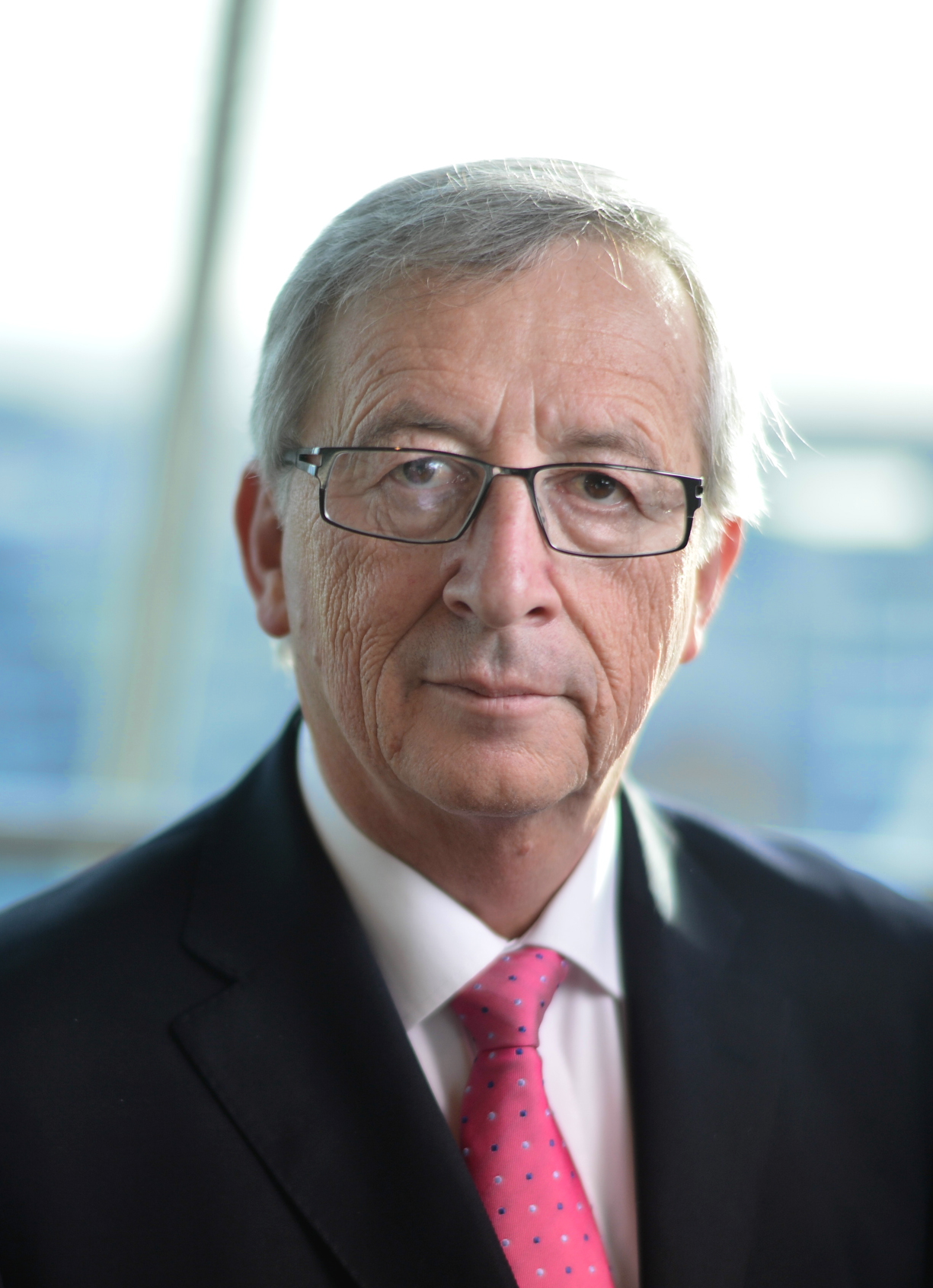
欧盟 让-克洛德·容克 委员会主席

### 受邀来宾

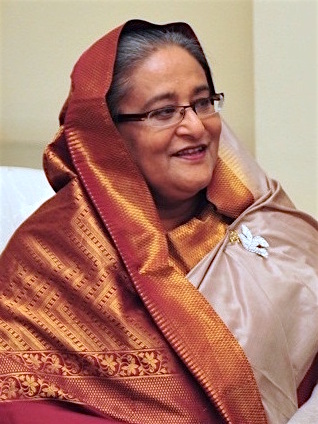
孟加拉国 谢赫·哈西娜总理
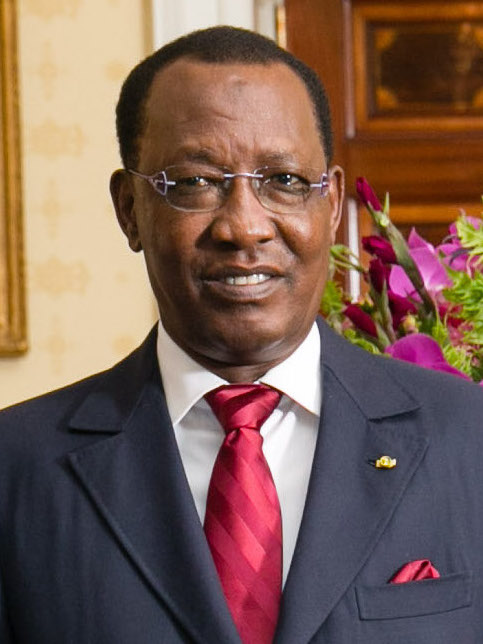
乍得 伊德里斯·代比总统
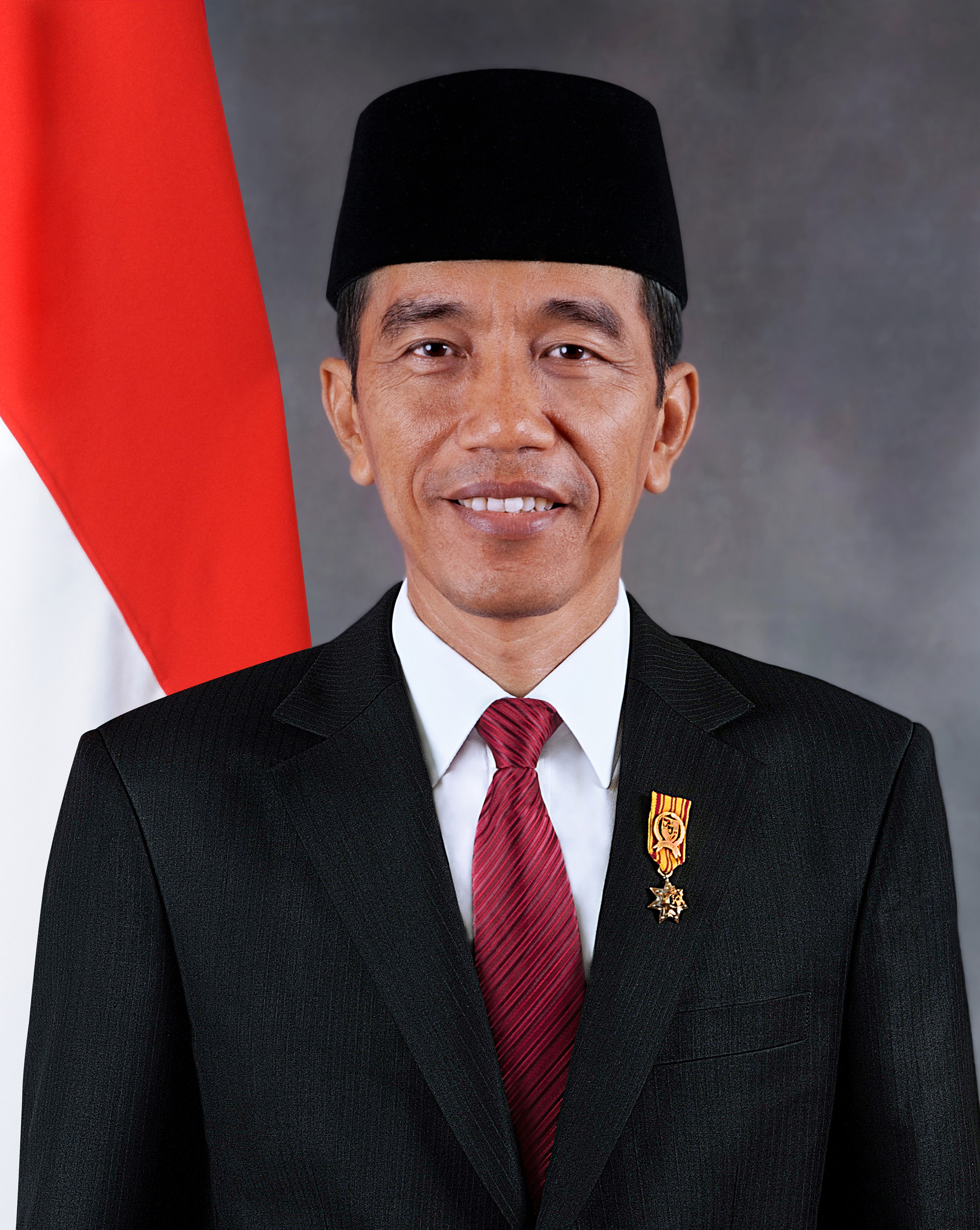
印度尼西亚 佐科·维多多总统
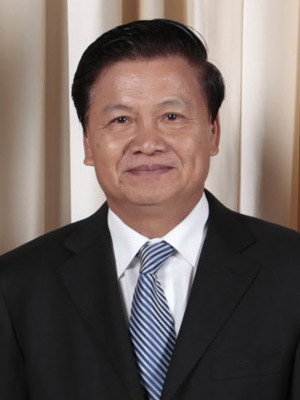
老挝 通伦·西苏里总理
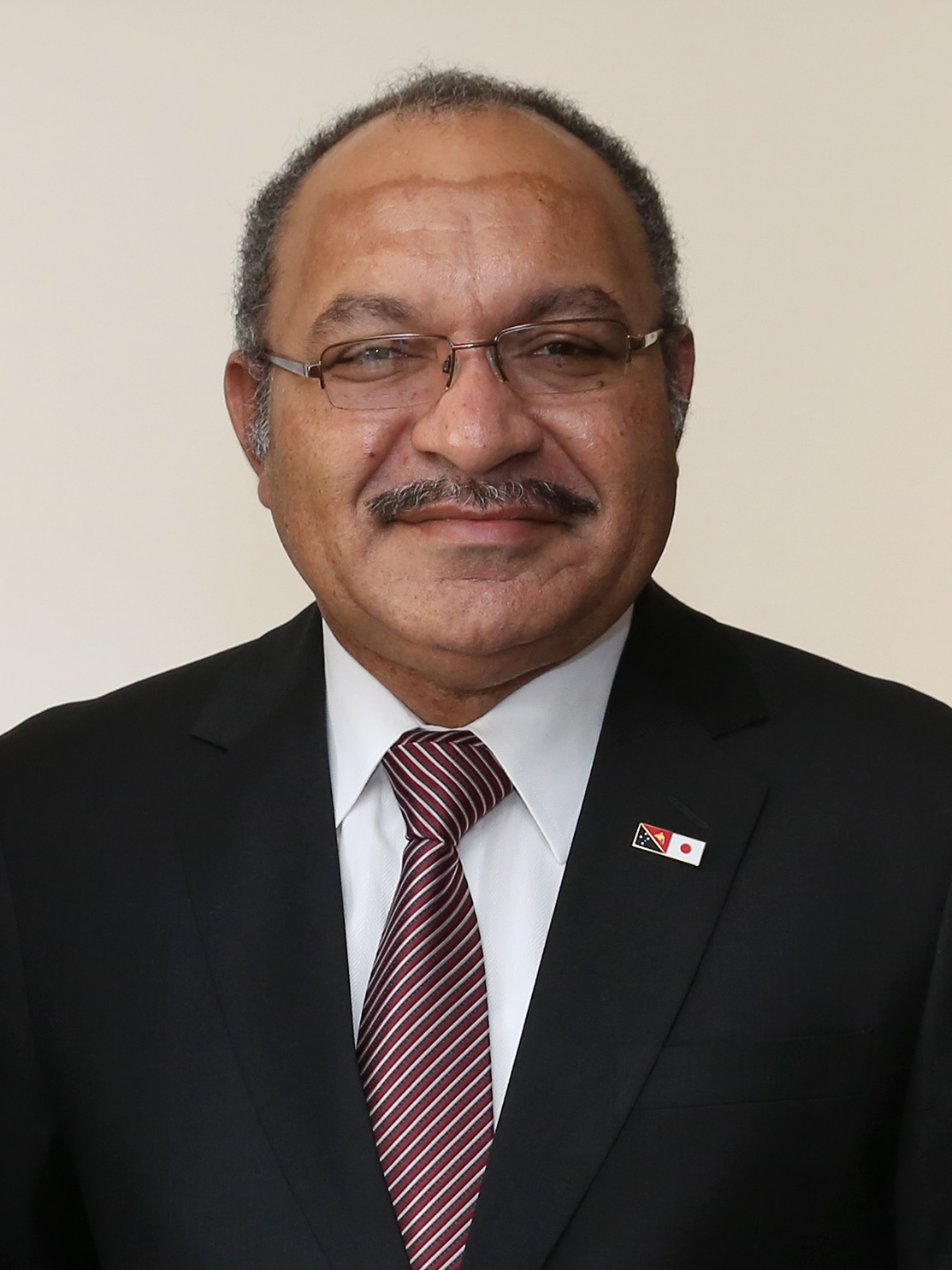
巴布亚新几内亚 彼得·奥尼尔总理
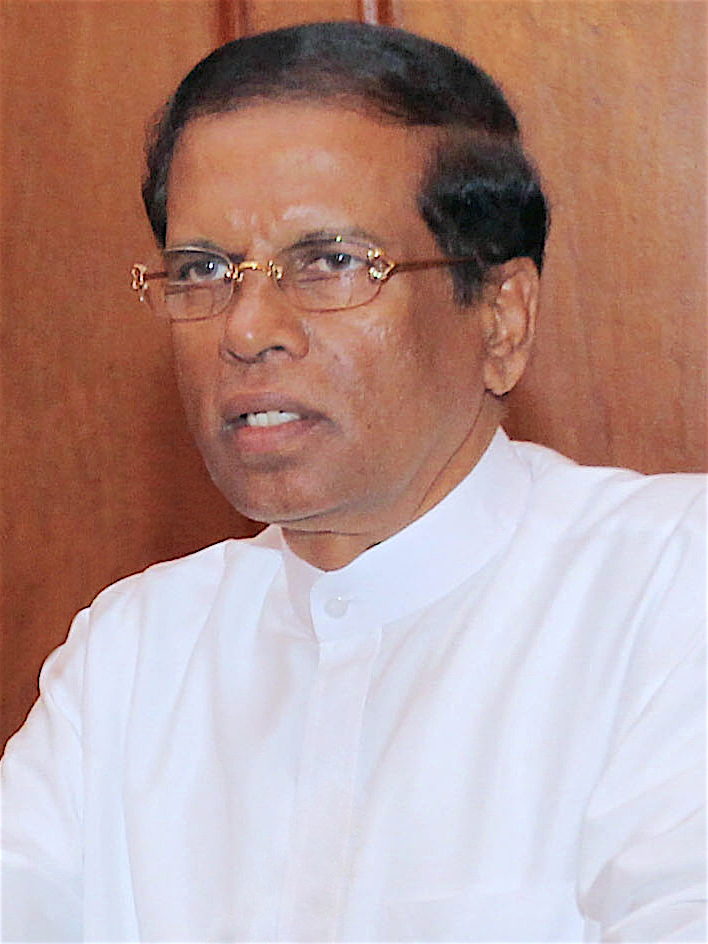
斯里兰卡 邁特里帕拉·西里塞納总统
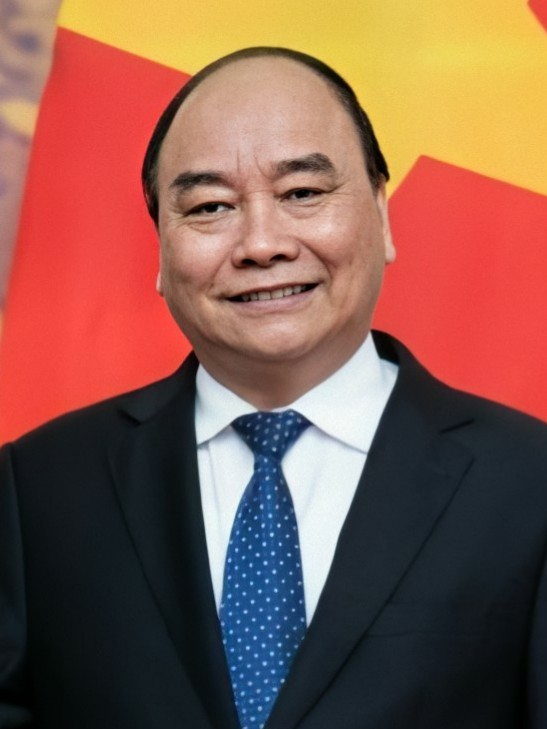
越南 阮春福总理
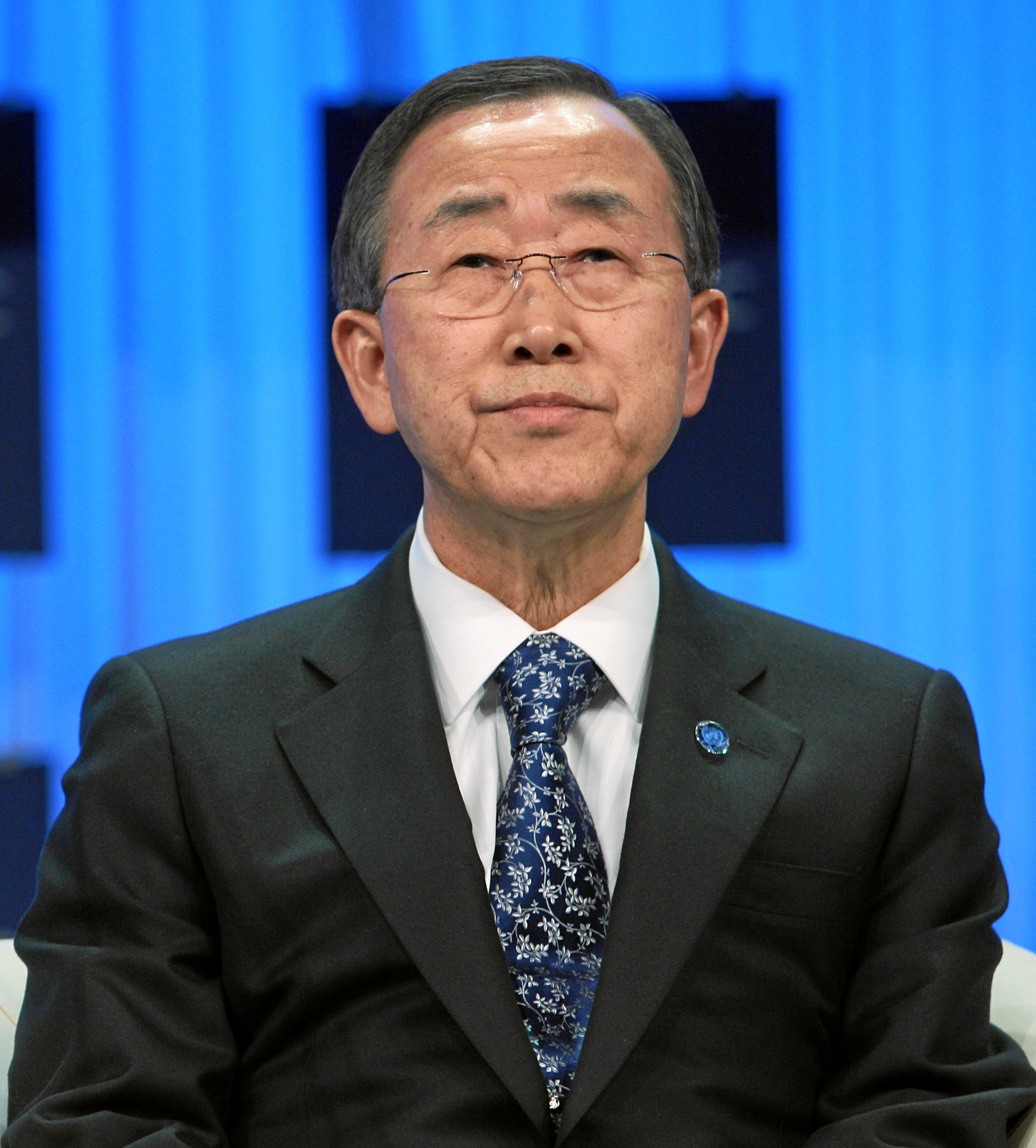
联合国 潘基文秘书长
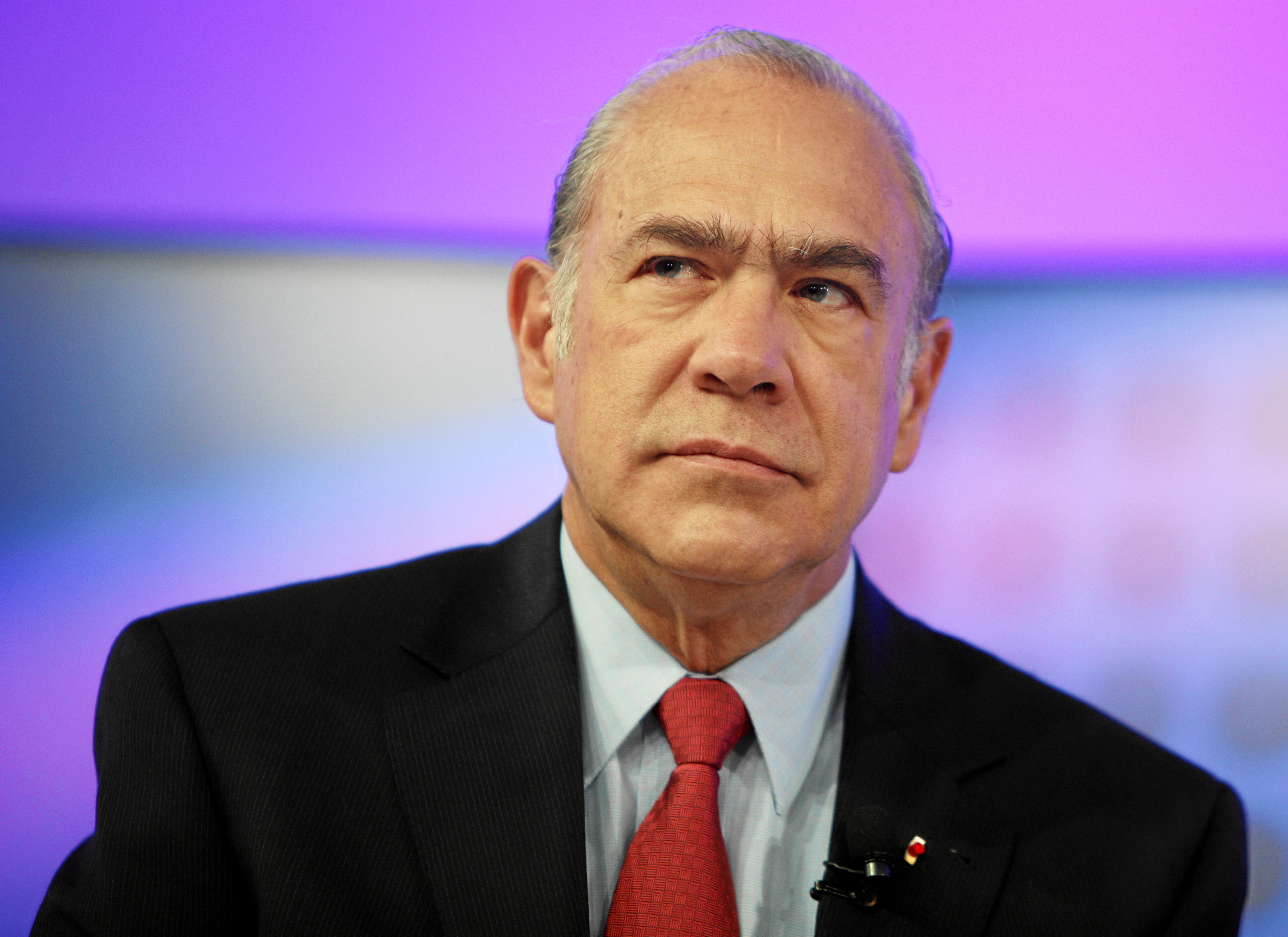
经济合作与发展组织 何塞·安赫尔·古里亚秘书长
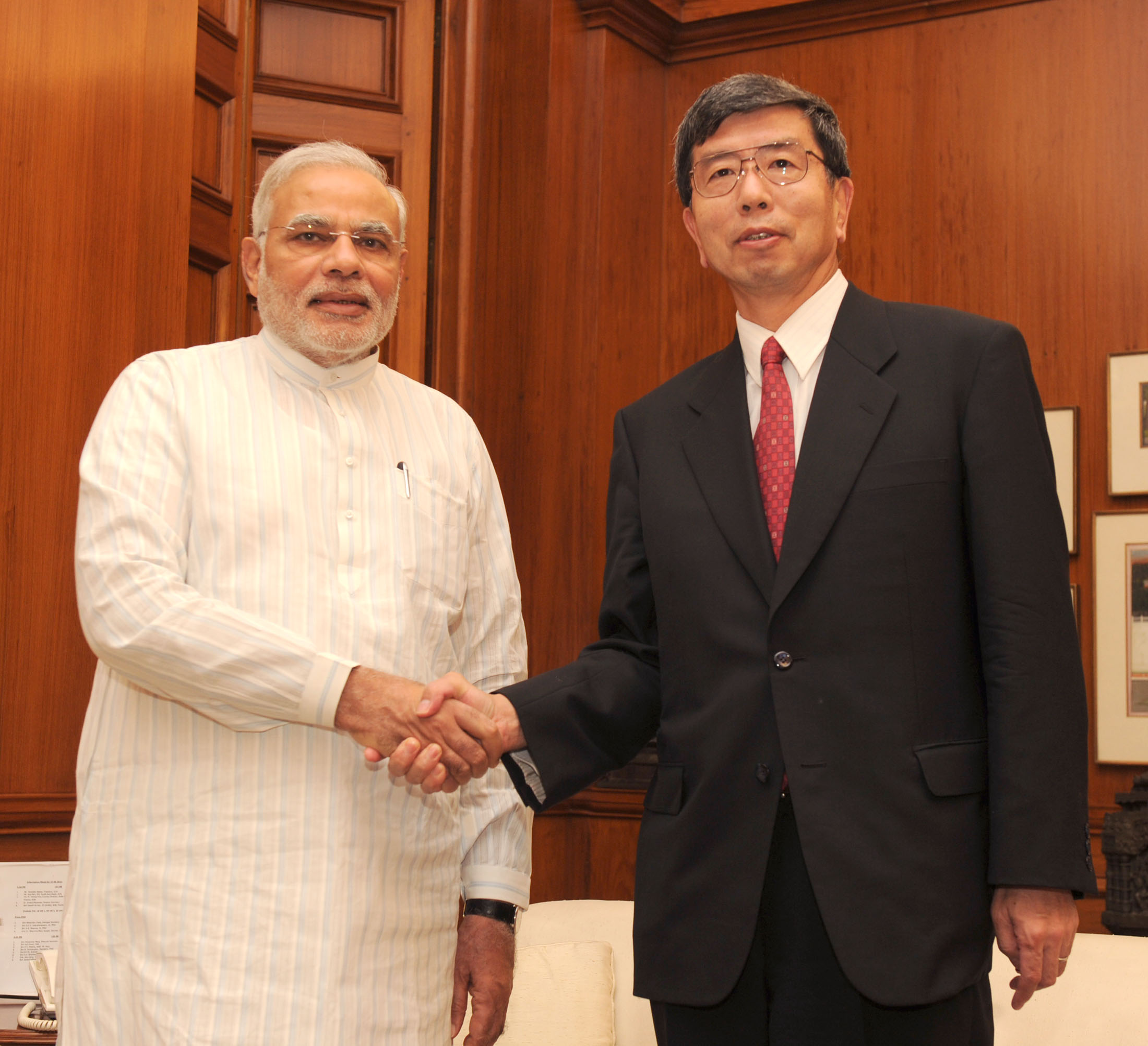
亚洲开发银行 中尾武彦（右）总裁
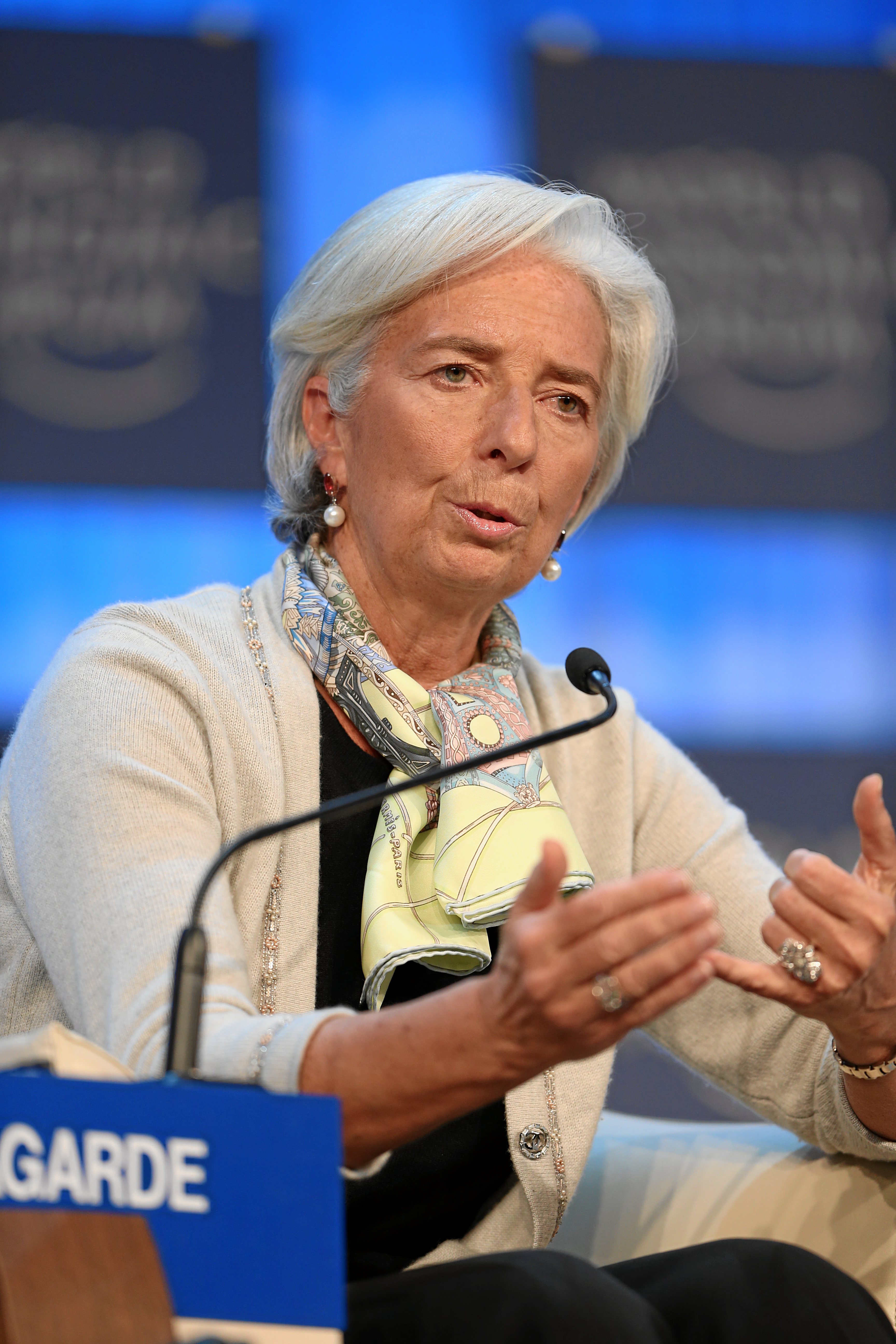
国际货币基金组织 克里斯蒂娜·拉加德总裁
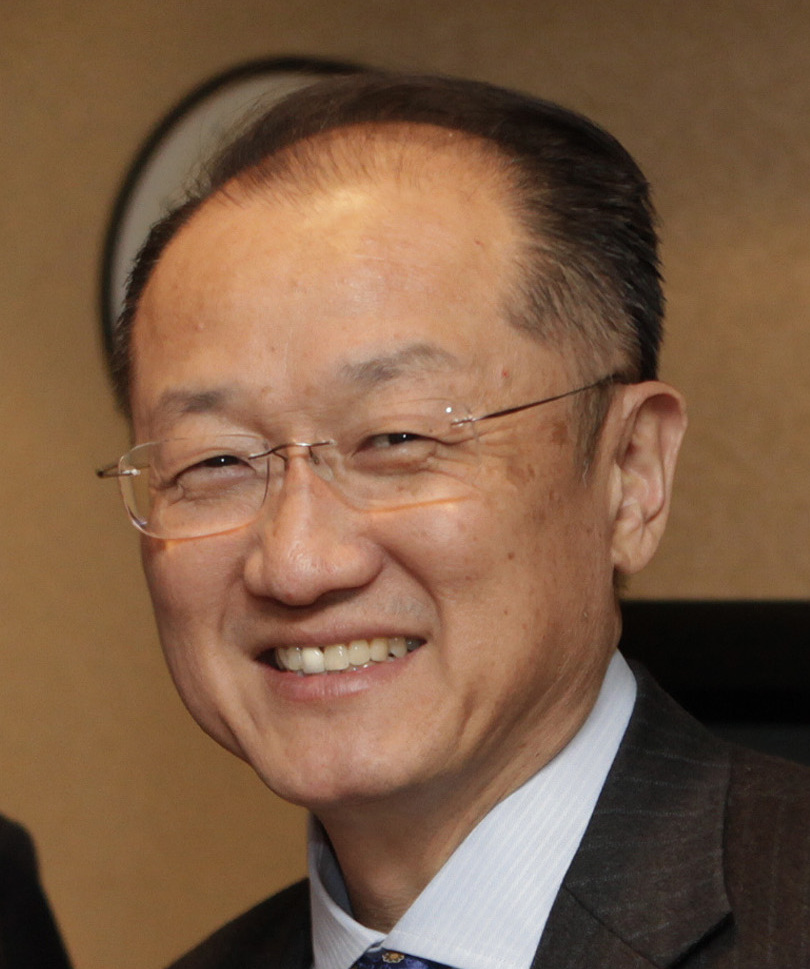
世界银行 金墉行长